# Havsbotn
Der Havsbotn (norwegisch für Meeresgrund) ist eine Bucht an der Prinz-Harald-Küste im ostantarktischen Königin-Maud-Land. Sie liegt im schmalen, südlichen Abschnitt der Lützow-Holm-Bucht.
Norwegische Kartografen, die ihr auch ihren Namen gaben, kartierten sie anhand von Luftaufnahmen, die während der Lars-Christensen-Expedition 1936/37 entstanden.